# Angenehmes Wiederau, BWV 30a
Angenehmes Wiederau, BWV 30a (Agradable Wiederau), és una cantata profana de Johann Sebastian Bach estrenada a Leipzig, el 28 de setembre de 1737.

## Origen i context
Cantata d'homenatge a Johann Christian von Hennicke (1681-?) – destacat funcionari de l'administració saxona que fou honorat amb el títol de comte–, amb motiu de la presa de possessió, el 28 de setembre de 1737, del feu que havia adquirit a Wiederau, a uns vint kilòmetres al sud-oest de Leipzig. El text és de Picander i com correspon a l'ocasió, conté un seguit d'elogis expressats a través d'al·legories de quatre personatges: el Temps (soprano), la Bona sort (contralt), el riu Elster (tenor), i el Destí (baix), que es passegen pels territoris del nou senyor. L'obra és, de fet, un Drama per Musica, forma que agafà la cantata profana amb els anys, més modesta i centrada en la lloança del personatge honorat.

## Anàlisi
Obra escrita per a soprano, contralt, tenor, baix i cor; tres trompetes, timbals, dues flautes, dos oboès, corda i baix continu. Consta de tretze números
1. Cor: Angenehems Wiederau (Agradable Wiederau)
2. Recitatiu (baix): So ziehen wir (Ara tots entrem)
3. Ària (baix): Willkommen im Heil, willkommen in Freuden (Benvingut a la salut, benvingut a l'alegria)
4. Recitatiu (contralt): Da heute dir, gepriesner Hennicke (Puix que avui, Hennicke honorable)
5. Ària (contralt): Was die Seele kann ergötzen (Tot allò que l'ànima adelita)
6. Recitatiu (baix): Und wie ich jederzeit bedacht (I com que tinc la intenció tostemps)
7. Ària (baix): Ich will dich halten (Jo et vull donar el meu ajut)
8. Recitatiu (soprano): Und obwohl sonst der Unbestand (A desgrat que el decandiment)
9. Ària (soprano): Eilt, ihr Stunden, wie ihr wollt (Vosaltres hores, que passeu corrents)
10. Recitatiu (tenor): So recht; ihr seid mir werte Gäste! (Que bé! sou els meus hostes preats)
11. Ària (tenor): So, wie ich die Tropfen zolle (Igual com jo aporto les meves gotes)
12. Recitatiu (soprano, contralt, baix): Drum, angenehmes Wiederau (És per això, Wiederau agradable)
13. Cor: Angenehmes Wiederau (Agradable Wiederau)

La major part dels números, excepte els recitatius, és a dir els cors inicial i final, i les diferents àries, els va emprar Bach per a la cantata BWV 30 destinada al dia de Sant Joan; a més, els números 1 i 5, estan relacionats amb una versió perduda de la cantata BWV 195. Els passatges més interessants són els fragments a quatre veus dels recitatius dels números 2 i 12. És una de les cantates més llargues de Bach i té una durada aproximada de tres quarts d'hora.

## Discografia seleccionada
- J.S. Bach: Complete Cantatas Vol. 22. Ton Koopman, Amsterdam Baroque Orchestra & Choir, Sandrine Piau, Bogna Bartosz, Christoph Prégardien, Klaus Mertens. (Challenge Classics), 2006.
- J.S. Bach: Weltlichte Kantaten BWV 30a & 297. Gustav Leonhardt, Les Chantres du Centre de Musique Baroque de Versailles (Olivier Schneebeli, director), Café Zimmermann, Monika Frimmer, Robin Blaze, Markus Schäfer, Stephan MacLeod. (Alpha 118), 2007.
- J.S. Bach: Sacred Vocal Works. Edition Bachakademie Vol. 140. Helmuth Rilling, Gächinger Kantorei, Bach-Collegium Stuttgart, Christiane Oelze, Ingeborg Danz, Marcus Ullmann, Andreas Schmidt. (Hänssler), 2000 .
- J.S. Bach: Kantate Angenehems Wiederau, BWV 30a. Max Pommer, Leipziger Universitätschor, Neues Bachisches Collegium Musicum, Ursula Reinhardt-Kiss, Gertrud Lahusen-Oertel, Eberhrd Büchner, Gothart Stier. (Berlin Classics), 1980.